# 激光射束品质
在雷射科學中，雷射光束品質表示限定雷射束的传播特性和变换特性（空间带宽准则）的内容。通过观察和记录的光束模式人们可以推断的光束之后的行为，如光束被障碍物遮挡后的空间模式特性;通过聚焦用透镜的激光束的最小光斑尺寸，次衍射极限或聚焦品質的计算。
Anthony E. Siegman提出可以测量的光束品質因子的形式，除波长以外。 该因子被称为M2, 其与光束性能紧密相关。然而M2因子没有给出具体的空间分布特征，它表征了光束与基模高斯光束的接近程度。它确定了最小光斑尺寸和光束發散角。M2 也指示了光束畸变比如，电诱导雷射增益介质的热透镜效应，会使其变大。
品質的定义常常因应用场景而异。高品質单模高斯光束(M2接近1)在很多场景被应用。对于其他应用的场景，平顶光束能量分布常常是需要确定的。其中一个就是雷射手术